# Велланд
 Ве́́лланд (англ. Welland) — місто в провінції Онтаріо у Канаді в Ніагарському регіоні. Місто налічує 50 331 мешканців (2006). Містечко — частина промислового району, прозваного «Золотою підковою» (англ. Golden Horseshoe).
У Велланді знаходиться одна з найдавніших українських греко-католицьких парафій у Канаді — Церква Святого Архангела Михаїла.

## Освіта
У Велланді розміщений один з кампусів Ніагарського коледжу ужиткового мистецтва і технології (англ. Niagara College of Applied Arts and Technology), половина з 9 000 студентів якого є іноземцями.

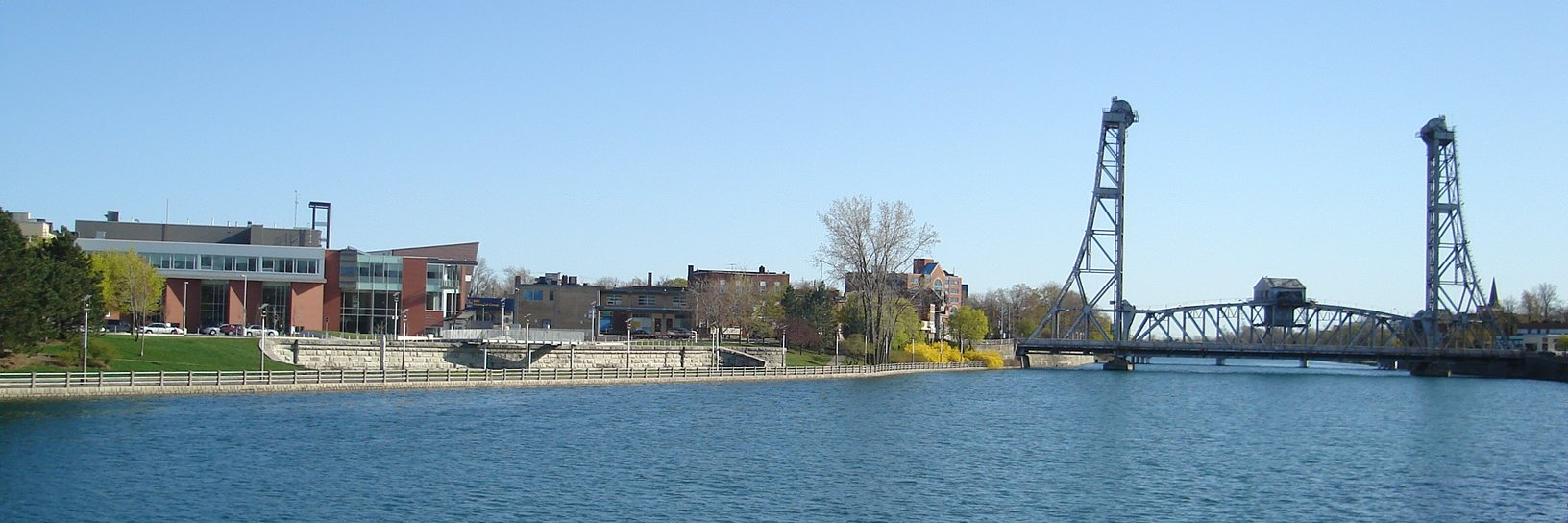
Велланд

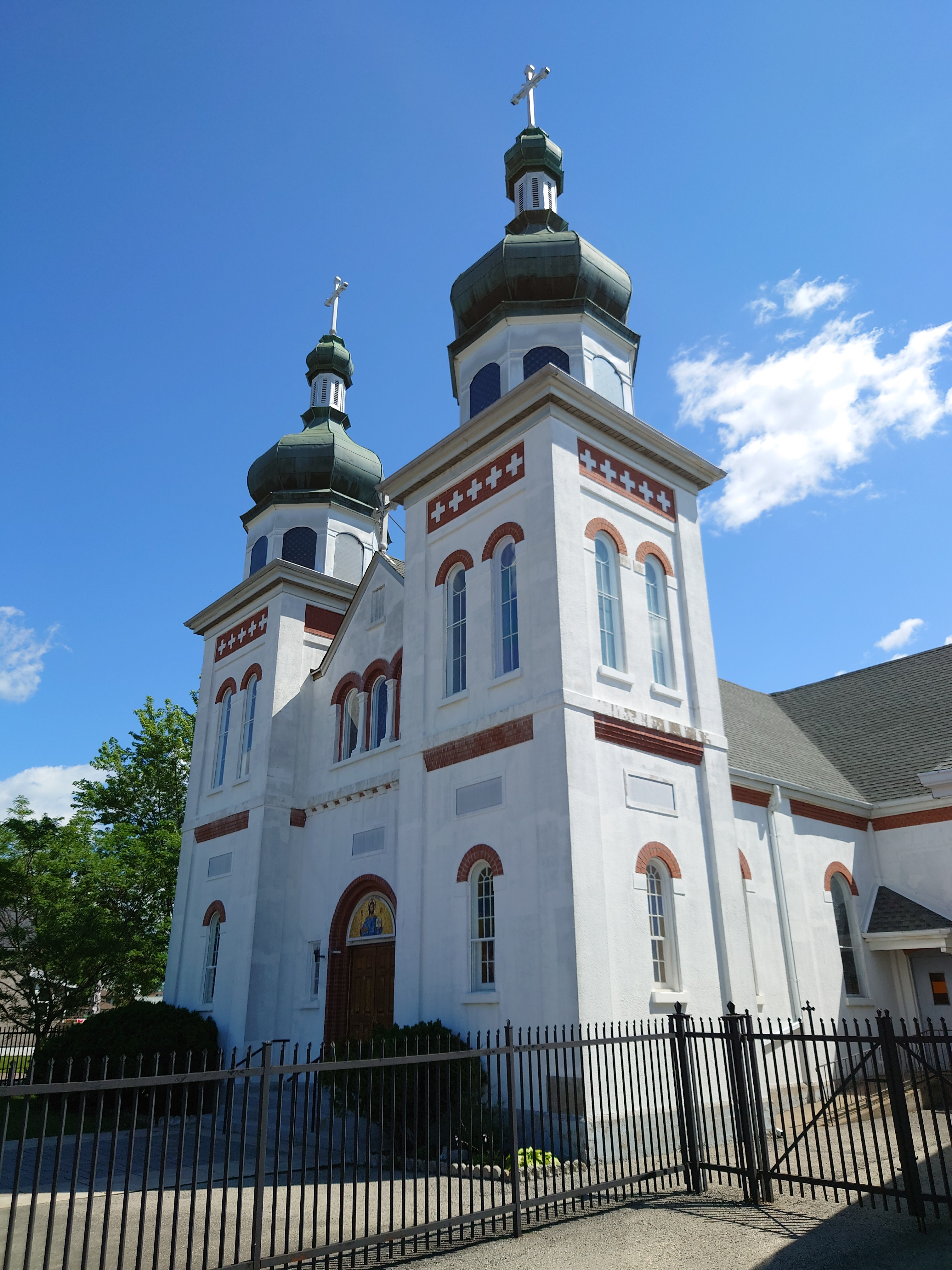
Церква Святого Архангела Михаїла, УГКЦ

## Особливості
- «Золота підкова»